# Großgerät
Großgeräte sind Geräte, die ohne eigenen Antrieb nicht mehr durch eine Person alleine transportiert werden können.
Im militärischen Sprachgebrauch werden darunter insbesondere Fahrzeuge, Panzer, Artillerie, Luftfahrzeuge und Schiffe verstanden.
Im Bereich des Bauwesens werden unter Großgeräten alle Geräte verstanden, die keine Kleingeräte sind, wie zum Beispiel Fahrzeuge (Lastkraftwagen), Radlader, Kran, Bagger und andere Erdbaugeräte.
In den experimentellen Naturwissenschaften versteht man darunter Forschungsinfrastrukturen der Großforschung, deren Auf- und Ausbau einen wesentlichen Teil des Forschungshaushaltes der betreffenden Forschungseinrichtung darstellen, die entsprechend groß und umfangreich sind, von vielen Wissenschaftlern in langjähriger Forschungs- und Entwicklungsarbeit konzipiert und geplant und nach Inbetriebnahme dann von vielen Forschungsgruppen gemeinsam genutzt werden. Zu den wissenschaftlichen Großgeräten der Wissenschaft in Deutschland zählen zum Beispiel die insbesondere für universitäre Nutzer betriebenen Forschungsinfrastrukturen der Helmholtz-Gemeinschaft, wie beispielsweise die Teilchenbeschleuniger der GSI in Darmstadt und vom DESY in Hamburg, oder das Forschungsschiff Polarstern, aber auch die Forschungs-Neutronenquelle Heinz Maier-Leibnitz in Garching, die experimentellen Fusionsreaktoren in Garching und Greifswald und ähnliches.